# Chrysops zahrai
Chrysops zahrai är en tvåvingeart som beskrevs av H. Oldroyd 1952. Chrysops zahrai ingår i släktet Chrysops och familjen bromsar.
Artens utbredningsområde är Nigeria. Inga underarter finns listade i Catalogue of Life.